# Meow (chat)
Pour les articles homonymes, voir Meow (homonymie).
Meow, également connu sous le nom de Meow le chat obèse, est un chat domestique mâle qui a attiré l'attention internationale lorsqu'un refuge pour animaux a rendu public des efforts pour le faire maigrir, dans le but de le faire adopter. Meow meurt cependant d'une insuffisance pulmonaire deux semaines après son entrée au refuge pour animaux, le 5 mai 2012. Il était le chat le plus lourd du monde à sa mort, pesant 18,0 kilogrammes.

## Poids
Les chats domestiques sont aussi gros que la plupart des autres membres du genre Felis, pesant généralement entre 4 kilogrammes et 5 kilogrammes. Meow pesait 18,0 kilogrammes (39,7 lb), le chat le plus lourd du monde, bien que ce ne soit pas dans les annales. Himmy, un chat d'Australie, avait pesé 21,3 kilogrammes (46,8 livres)  à sa mort au cours de sa dixième année, en 1986. Guinness World Records a depuis retiré ce titre pour décourager la suralimentation délibérée.
Étant le chat le plus lourd du monde, Meow est apparu occasionnellement dans des émissions de télévision américaines. En 2010, il est présenté dans un épisode d'Anderson Live, animé par Anderson Cooper. Meow a de nouveau été présenté au Anderson Live le 30 avril 2012, avec Cooper portant le gros chat.

## Perte de poids et mort
Meow est transféré au Santa Fe Animal Shelter & Humane Society deux semaines avant sa mort parce que son propriétaire de 87 ans ne pouvait plus s'occuper de lui. Le refuge pour animaux a donné à Meow un régime strict riche en protéines pour le faire maigrir. Le refuge prévoyait également de faire connaître Meow et son alimentation sur leur page Facebook. La publicité de Meow devait susciter de l'intérêt pour son adoption,,. Il perd 0,9 kilogramme au refuge pour animaux, et le refuge prévoyait de lui faire perdre au moins quatre autres kilos afin qu'il puisse être adopté. Meow contracte cependant des problèmes respiratoires le 2 mai 2012. Après avoir subi une batterie de tests, qui comprenait des radios et des échographies cardiaques, il est mis sous oxygénothérapie. Le 4 mai, Meow est amené dans un hôpital vétérinaire pour subir un traitement d'urgence. Quatre vétérinaires tentent de le sauver, mais il meurt dans l'après-midi du 5 mai.